# Mario Curletto
Mario Curletto (né le 13 septembre 1935 à Livourne et mort le 22 décembre 2004 dans la même ville) est un fleurettiste italien.

## Biographie
Mario Curletto est médaillé d'argent en fleuret par équipes en 1960 (avec Edoardo Mangiarotti, Luigi Carpaneda, Alberto Pellegrino et Aldo Aureggi) et médaillé de bronze en fleuret par équipes aux Championnats du monde d'escrime 1958.